# Staller Center for the Arts
Le Staller Center for the Arts est le principal bâtiment artistique de l'Université de Stony Brook, dans l'État de New York, aux États-Unis. Il a ouvert ses portes en 1978 sous le nom de Stony Brook University Fine Arts Centre avant d'être renommé en octobre 1988 après un don de 1,8 million de dollars de la famille Staller.

## Localisation
Situé sur le campus principal de l'Université Stony Brook, il se compose de deux divisions principales. Une section abrite les départements de musique et d'art, tandis que l'autre comprend les départements de théâtre, de médias et de danse. Le Staller Center contient trois salles de cinémas, une salle de chant, la galerie Paul W. Zuccaire et une scène de spectacle professionnelle de 1 000 places qui comprend un écran de cinéma de 40 pieds (12 m) qui héberge le Stony Brook Film Festival . Le Staller Center a accueilli plusieurs événements nationaux tels que le New York Science Fiction Forum en 1998 et plus récemment la production de la Live Action Role Playing League de A Link to the Past . Les cinémas sont utilisés par le département des arts du théâtre et le Pocket Theatre Club pour des représentations théâtrales de pièces de théâtre. Le Staller Center a accueilli des conférenciers tels que Bob Woodward, Bob Saget, Margaret Jay, la baronne Jay de Paddington, Stephanie Kelton et Spike Lee ,,.

## Histoire
En 1972, la législature de l'État de New York a accordé près de 10 millions de dollars pour la construction de la première phase du Stony Brook University Fine Arts Center, dont le coût était estimé à 15 millions de dollars. La phase 1 du Palais des Beaux-Arts a ouvert ses portes en 1975, composée de salles de classe, de bureaux, de salles de répétition, d'une fonderie, d'ateliers et d'une galerie d'art. Le 11 novembre 1977, le Bridge to Nowhere a officiellement ouvert ses portes après dix ans de construction; le pont reliait la phase 1 du centre des beaux-arts à l'association étudiante et à la bibliothèque commémorative Frank Melville Jr..
La seconde phase du Centre des beaux-arts a ouvert ses portes en 1979. Le complexe de la phase II se composait de la galerie d'art et d'arts du théâtre, d'un théâtre expérimental, de deux salles de cinéma, d'une salle de récital et d'une salle de concert de 1 200 places. Le Palais des Beaux-Arts a été endommagé par les intempéries hivernales en janvier 1981. Le premier Festival Bach Aria a eu lieu au Palais des Beaux-Arts en juin 1981, et le festival deviendra un événement annuel jusqu'en 1997.
En octobre 1988, le Centre des beaux-arts a été rebaptisé Centre des arts Staller à la suite d'un don de 1,8 million de dollars de la famille Staller, qui comprend le magnat de l'immobilier Max Staller. Le don était le plus important don privé jamais fait à l'université à l'époque.

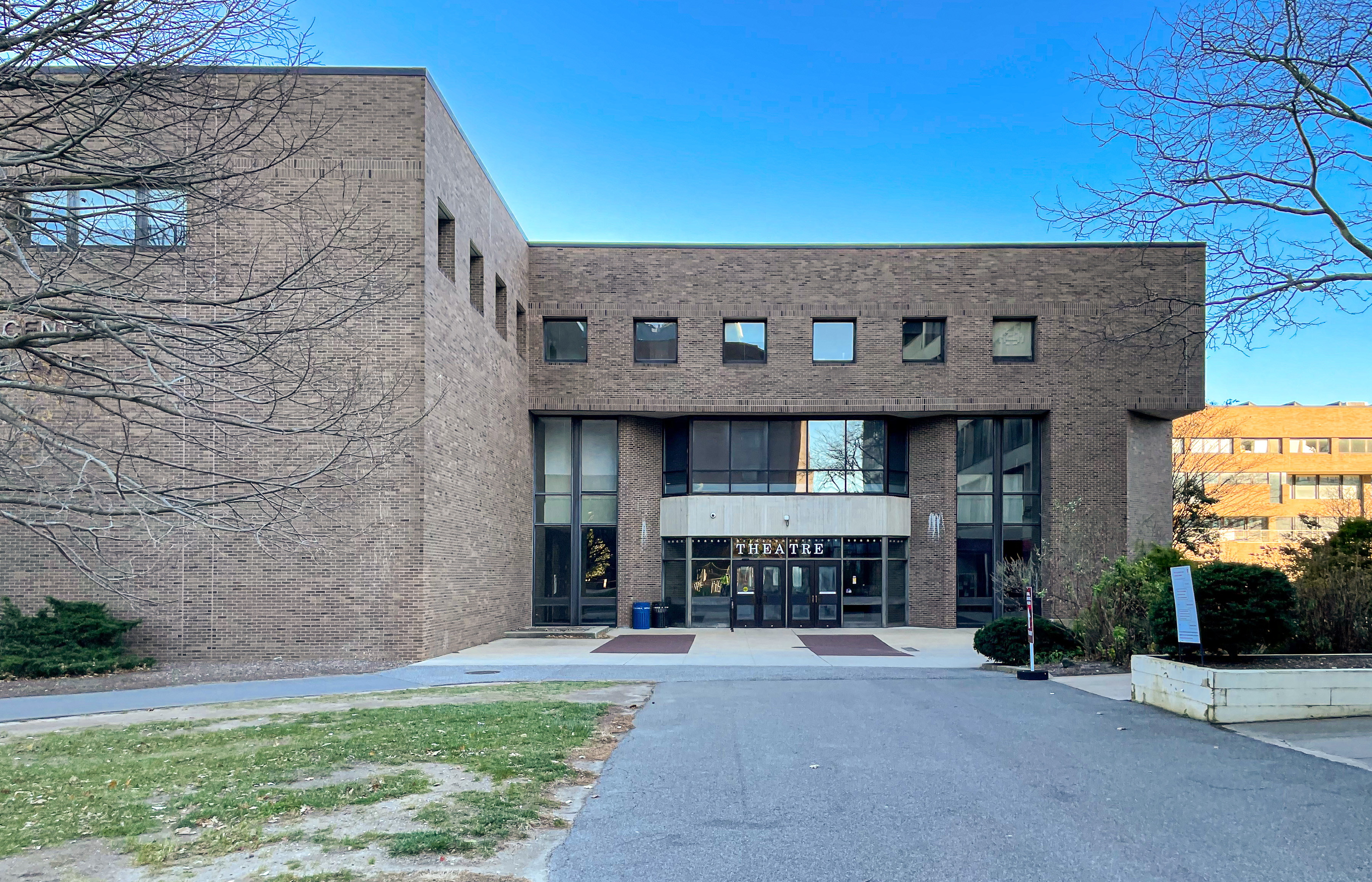
Théâtre Staller Center

Depuis 1996, le Staller Center for the Arts produit le festival annuel Stony Brook Film Festival. Celui-ci attire des foules de plus de 15 000 personnes et se déroule sur une période de dix jours, avec des films projetés dans le théâtre Main Stage,.
La galerie d'art de l'Université Stony Brook a été renommée Galerie Paul W. Zuccaire le 4 avril 2013, en l'honneur de la Fondation Paul W. Zuccaire dirigée par Alice Zuccaire. La galerie Zuccaire est un espace de 5 000 pieds carrés (465 m2) qui présente des expositions professionnelles et étudiantes.

## Description
Le Staller Center compte cinq théâtres ainsi que la galerie Paul W. Zuccaire, qui s'étend sur plus de 5 000 pieds carrés. Le théâtre Main Stage contient un écran de 40 pieds et peut accueillir environ 1 050 personnes; la salle de récital peut accueillir 380 personnes, tandis que les trois salles noires peuvent accueillir de 75 à 225 personnes .